# Malin Bonthron
Malin Margareta Bonthron (* 22. März 1967) ist eine schwedische Juristin. Seit 2017 ist sie Richterin am Högsta domstolen, dem Obersten Gerichtshof Schwedens.

## Leben und Wirken
Bonthron studierte Rechtswissenschaften an der Universität Uppsala, wo sie 1991 den Master of Laws erwarb. Ab 1994 arbeitete sie als angestellte Rechtsanwältin in einer Stockholmer Rechtsanwaltskanzlei. 1999 trat sie in den schwedischen Justizdienst ein und wurde zur beisitzenden Richterin am Svea hovrätt ernannt. Noch im selben Jahr wechselte sie indes in das schwedische Justizministerium, wo sie in der Abteilung für das Recht des Geistigen Eigentums und Transportrecht zunächst als Rechtsberaterin tätig war. Nach verschiedenen weiteren Positionen innerhalb dieser Abteilung wurde sie 2010 schließlich deren Direktorin. Von 2012 bis 2017 war sie Generaldirektorin für Rechtsangelegenheiten im Justizministerium.
Ende 2016 wurde Bonthron zu Richterin am Högsta domstolen, dem Obersten Gerichtshof Schwedens, gewählt. Sie trat ihre Stellung im September 2017 an. Neben ihrer richterlichen Tätigkeit ist Bonthron Mitherausgeberin eines Kommentars zum schwedischen Urheberrecht.